# Peaceful Easy Feeling
Peaceful Easy Feeling è un singolo del gruppo musicale statunitense Eagles, pubblicato nel 1972.

## Tracce
1. Peaceful Easy Feeling – 4:15
2. Trying – 2:50

## Formazione
- Glenn Frey - voce, chitarra acustica
- Bernie Leadon - chitarra elettrica, armonie vocali
- Randy Meisner - basso, cori
- Don Henley - batteria, percussioni

## Classifiche
| Classifica                       | Posizione migliore |
| -------------------------------- | ------------------ |
| Billboard Canadian Singles Chart | 35                 |
| Canadian Adult Contemporary      | 22                 |
| Billboard Hot 100                | 22                 |